# Paraheligmonella romerolagi
Paraheligmonella romerolagi ist ein Fadenwurm, der parasitisch im Duodenum des Vulkankaninchens lebt.

## Beschreibung
Männliche Paraheligmonella romerolagi haben eine Körperlänge von 2,83 bis 3,61 Millimeter bei einem Durchmesser von 0,053 bis 0,067 Millimeter, gemessen vor der Bursa copulatrix. Der Kopf hat einen Durchmesser von 0,026 bis 0,038 Millimeter, und trägt ein 0,048 bis 0,058 Millimeter langen Fortsatz. Die Sinnespapillen befinden sich 0,197 bis 0,290 Millimeter und der Exkretionsporus 0,208 bis 0,209 Millimeter vom vorderen Ende entfernt. Ein Ringnerv wurde nicht vorgefunden. Der Ösophagus hat eine Länge von 0,269 bis 0,306 Millimeter. Die Cuticula weist 14 Längsrillen auf, die vom hinteren Rand des Kopffortsatzes bis kurz vor die Bursa copulatrix reichen, und deren äußere besonders stark ausgeprägt sind.
Die glockenförmige Bursa copulatrix weist zwei große laterale und einen unscheinbaren dorsalen Lappen auf. Ihre ventralen Rippen sind lang und dünn, die beiden äußeren bilden an den lateralen Lappen einen spitzen Fortsatz. Die dorsalen und dorsolateralen Rippen sind mehrfach geteilt. Die beiden dünnen, ungeteilten Spicula haben eine Länge von 0,249 bis 0,279 Millimeter, ihre Spitzen berühren einander. Das kleine und schwach chitinisierte Gubernaculum hat eine Länge von 0,019 bis 0,021 Millimeter und eine Breite von 0,005 bis 0,006 Millimeter. Ein großes kugelförmige Genitalhorn ohne Genitalpapillen ist vorhanden.
Weibliche Paraheligmonella romerolagi haben eine Körperlänge von 4,12 bis 5,22 Millimeter bei einem Durchmesser von 0,084 bis 0,113 Millimeter, gemessen an der Vulva. Der Kopfdurchmesser beträgt 0,036 bis 0,043 Millimeter, der Kopffortsatz ist 0,055 bis 0,065 Millimeter lang. Die Sinnespapillen befinden sich 0,243 bis 0,300 Millimeter und der Exkretionsporus 0,272 bis 0,290 Millimeter vom vorderen Ende entfernt. Ein Ringnerv wurde nicht vorgefunden. Der Ösophagus hat eine Länge von 0,310 bis 0,345 Millimeter. Die Cuticula weist 14 Längsrillen auf, die vom hinteren Rand des Kopffortsatzes ventral bis kurz vor die Vulva und dorsal bis an die Geschlechtsöffnung reichen, und deren äußere besonders stark ausgeprägt sind.
Jedes der beiden Ovarien ist 0,089 bis 0,109 Millimeter lang, die Eileiter haben eine Länge von jeweils 0,091 bis 0,137 Millimeter. Die Geschlechtsöffnung befindet sich 0,090 bis 0,139 Millimeters vom hinteren Ende des Körpers entfernt, der Schwanz hat eine Länge von 0,24 bis 0,036 Millimeter. Die im Uterus befindlichen Eier sind 0,062 bis 0,079 Millimeter lang, bei einem Durchmesser von 0,031 bis 0,041 Millimeter.

## Verbreitung
Der Typuswirt und einzige bekannte Wirt von Paraheligmonella romerolagi ist das Vulkankaninchen (Romerolagus diazi). Das Vulkankaninchen ist ein Endemit der zentralmexikanischen Sierra Volcánica Transversal mit mehreren kleinen und voneinander isolierten Verbreitungsgebieten, die insgesamt weniger als 400 Quadratkilometer umfassen.
Als artspezifischer Parasit ist Paraheligmonella romerolagi der gleichen Bestandsgefährdung wie sein Wirt unterworfen. Das Vulkankaninchen wird von der International Union for Conservation of Nature and Natural Resources (IUCN) aufgrund des sehr kleinen Verbreitungsgebietes und der starken Bestandsrückgänge als bedroht (endangered) eingestuft.

## Lebensweise
Paraheligmonella romerolagi lebt parasitisch im Zwölffingerdarm des Vulkankaninchens.

## Systematik

### Erstbeschreibung
Die Erstbeschreibung von Paraheligmonella romerolagi erfolgte als Boreostrongylus romerolagi durch die britische Helminthologin Lynda M. Gibbons und ihren Kollegen Vinai Kumar in einem 1980 in der Zeitschrift Systematic Parasitology veröffentlichten Artikel.
Für die Erstbeschreibung standen 13 männliche und 15 weibliche Fadenwürmer aus dem Duodenum eines in der Quarantäne im Zoo Antwerpen verendeten Vulkankaninchens zur Verfügung.
Der Artname romerolagi nimmt Bezug auf die Gattung Romerolagus mit der einzigen Art Romerolagus diazi, dem Vulkankaninchen, als einzigem bekannten Wirt von Paraheligmonella romerolagi.
Die Typusexemplare wurden in die Typensammlung des Commonwealth Institute of Helminthology aufgenommen und nach dessen Schließung im Londoner Natural History Museum untergebracht. Ein männlicher und ein weiblicher Syntypus befinden sich in der Sammlung des Museo de La Plata in Buenos Aires, jeweils zwei männliche und weibliche Syntypen in der Colección Nacional de Helmintos der Universidad Nacional de México.

### Synonyme
- Longistriata dubia sensu Bravo Hollis nec (Travassos, 1921): 1950 beschrieb die mexikanische Helminthologin Margarita Bravo Hollis eine Reihe von parasitischen Würmern mexikanischer Hasenartiger. Dazu gehörte auch ein von ihr als Longistriata dubia (aktuell Viannella dubia (Travassos, 1921)) identifizierter Fadenwurm aus dem Duodenum von Vulkankaninchen. Im Rahmen der Vorbereitung der Erstbeschreibung konnten Gibbons und Kumar auf Hollis’ Material zurückgreifen und feststellen, dass es sich um die gleiche Art wie die von ihnen neu beschriebene handelte.[3][7]
- Boreostrongylus romerolagi Gibbons & Kumar, 1980: die Autoren der Erstbeschreibung wiesen bereits darauf hin, dass die Struktur der Synlophe die Einordnung der Art in die Gattungen Boreostrongylus oder Paraheligmonella nahelegt. Sie entschieden sich für die Gattung Boreostrongylus, wegen der Anordnung der Strahlen der Bursa copulatrix, der ausgeprägten Genitalpapille und des vorhandenen Gubernaculums. Die französische Helminthologin Marie-Claude Durette-Desset vom Muséum national d’histoire naturelle synonymisierte 1983 die Gattung Boreostrongylus mit Carolinensis.[3][8]
- Carolinensis romerolagi (Gibbons & Kumar, 1980): Gemeinsam mit ihrem Kollegen Alberto Santos III von der Texas State University stellte Durette-Desset die Art im Jahr 2000 in die Gattung Paraheligmonella. Das begründeten sie mit den besonderen Merkmalen der Synlophe, namentlich der Hypertrophie der äußeren Rillen auf der Cuticula, die romerolagi von allen anderen Arten der Gattung Carolinensis unterscheidet.[9]